# Лусі (повіт, Хунань)
28°13′08″ пн. ш. 110°12′36″ сх. д. / 28.21883° пн. ш. 110.20992° сх. д.
Лусі (кит. 泸溪县, пін. Lúxī Xiàn) — один із повітів КНР у складі Сянсі-Туцзя-Мяоської автономної префектури, провінція Хунань. Адміністративний центр — містечко Усі.

## Географія
Лусі у середньому лежить на висоті близько 120 метрів над рівнем моря у середній течії річки Юань.

### Клімат
Повіт знаходиться у зоні, котра характеризується вологим субтропічним кліматом. Найтепліший місяць — липень із середньою температурою 27,9 °C. Найхолодніший місяць — січень, із середньою температурою 5,4 °С.
| Клімат повіту Лусі                                 | Клімат повіту Лусі | Клімат повіту Лусі | Клімат повіту Лусі | Клімат повіту Лусі | Клімат повіту Лусі | Клімат повіту Лусі | Клімат повіту Лусі | Клімат повіту Лусі | Клімат повіту Лусі | Клімат повіту Лусі | Клімат повіту Лусі | Клімат повіту Лусі | Клімат повіту Лусі |
| Показник                                           | Січ.               | Лют.               | Бер.               | Квіт.              | Трав.              | Черв.              | Лип.               | Серп.              | Вер.               | Жовт.              | Лист.              | Груд.              | Рік                |
| Середній максимум, °C                              | 8,8                | 11,6               | 16,2               | 22,8               | 26,5               | 29,6               | 32,8               | 32,9               | 28,9               | 22,8               | 17,3               | 11,5               | 21,8               |
| Середня температура, °C                            | 5,4                | 7,7                | 11,7               | 17,2               | 21,5               | 25                 | 27,9               | 27,7               | 23,8               | 18,3               | 12,9               | 7,7                | 17,2               |
| Середній мінімум, °C                               | 3                  | 5                  | 8,5                | 13,7               | 18                 | 21,8               | 24,3               | 24,1               | 20,3               | 15,2               | 9,9                | 5                  | 14,1               |
| Норма опадів, мм                                   | 49                 | 54.3               | 95.9               | 143.4              | 202.2              | 229.4              | 209.7              | 122.5              | 82.8               | 93.4               | 63.2               | 36.8               | 1382.6             |
| Вологість повітря, %                               | 75                 | 75                 | 77                 | 79                 | 81                 | 83                 | 80                 | 77                 | 76                 | 77                 | 77                 | 73                 | 78                 |
| -------------------------------------------------- | ------------------ | ------------------ | ------------------ | ------------------ | ------------------ | ------------------ | ------------------ | ------------------ | ------------------ | ------------------ | ------------------ | ------------------ | ------------------ |
| Джерело: Дані метеостанції №57657 (КНР, 1991-2020) |                    |                    |                    |                    |                    |                    |                    |                    |                    |                    |                    |                    |                    |